# Megan Webb
Pour les articles homonymes, voir Webb.
Pas d'image ? Cliquez ici

a Compétitions nationales et continentales officielles uniquement.

b Matchs officiels uniquement.
Dernière mise à jour le 28 février 2024.
Megan Webb, née le 9 janvier 2001 à Bridgend (pays de Galles), est une joueuse internationale galloise de rugby à XV évoluant au poste de centre.
Ses cousins, Rhys Webb et Tommy Reffell sont également des joueurs internationaux gallois de rugby à XV.

## Biographie
Meg Webb naît le 9 janvier 2001 à Bridgend au pays de Galles. Elle a deux cousins qui sont des joueurs internationaux gallois de rugby à XV : Rhys Webb et Tommy Reffell.
Elle commence elle aussi ce sport dès l'âge de huit ans.
En 2022, elle joue en club avec les Bristol Bears. Elle compte 9 sélections en équipe du pays de Galles quand elle est retenue en septembre 2022 pour disputer sous les couleurs de son pays la Coupe du monde en Nouvelle-Zélande.
À l'automne suivant, elle fait partie des trente joueuses qui partent dans cette même île participer pour le pays de Galles au WXV 2023.